# Asia Rugby Women's Championship
El Asia Rugby Women's Championship es un torneo internacional de selecciones nacionales femeninas de rugby pertenecientes a Asia Rugby.

## Historia
El primer torneo se disputó en 2006, resultando campeón el seleccionado de China, desde la edición 2008 el torneo pasó a ser parte de la clasificación a la Copa Mundial Femenina de Rugby, siendo el primer clasificado por este torneo la selección de Kazajistán.

## Participantes

### Edición 2025
- Hong Kong
- Japón
- Kazajistán

## Campeonatos
| Edición | Año  | Campeón                            | 2.º puesto                         | 3.º puesto                         | 4.º puesto                         | 5.º puesto                         | 6.º puesto                         |
| ------- | ---- | ---------------------------------- | ---------------------------------- | ---------------------------------- | ---------------------------------- | ---------------------------------- | ---------------------------------- |
| I       | 2006 | China                              | Hong Kong                          | Tailandia                          | Singapur                           |                                    |                                    |
| II      | 2007 | Kazajistán                         | China                              | Japón                              | Singapur                           |                                    |                                    |
| III     | 2008 | Kazajistán                         | Japón                              | Uzbekistán                         | Singapur                           | Hong Kong                          | Kirguistán                         |
| IV      | 2010 | Japón                              | Hong Kong                          |                                    |                                    |                                    |                                    |
| V       | 2012 | Kazajistán                         | Japón                              | Hong Kong                          | China                              |                                    |                                    |
| VI      | 2013 | Kazajistán                         | Japón                              | Singapur                           | Hong Kong                          |                                    |                                    |
| VII     | 2014 | Kazajistán                         | Hong Kong                          | Japón                              | Singapur                           |                                    |                                    |
| VIII    | 2015 | Japón                              | Kazajistán                         | Hong Kong                          |                                    |                                    |                                    |
| IX      | 2016 | Japón                              | Hong Kong                          |                                    |                                    |                                    |                                    |
| X       | 2017 | Japón                              | Hong Kong                          |                                    |                                    |                                    |                                    |
| -       | 2020 | Cancelado por pandemia de COVID-19 | Cancelado por pandemia de COVID-19 | Cancelado por pandemia de COVID-19 | Cancelado por pandemia de COVID-19 | Cancelado por pandemia de COVID-19 | Cancelado por pandemia de COVID-19 |
| -       | 2021 | Cancelado por pandemia de COVID-19 | Cancelado por pandemia de COVID-19 | Cancelado por pandemia de COVID-19 | Cancelado por pandemia de COVID-19 | Cancelado por pandemia de COVID-19 | Cancelado por pandemia de COVID-19 |
| XI      | 2022 | Hong Kong                          | Kazajistán                         |                                    |                                    |                                    |                                    |
| XII     | 2023 | Japón                              | Kazajistán                         | Hong Kong                          |                                    |                                    |                                    |
| XIII    | 2024 | Japón                              | Hong Kong                          | Kazajistán                         |                                    |                                    |                                    |
| XIV     | 2025 | Japón                              | Hong Kong                          | Kazajistán                         |                                    |                                    |                                    |

## Posiciones
- Número de veces que los equipos ocuparon las primeras cuatro posiciones en todas las ediciones.

| Equipo     | Campeón | 2.º puesto | 3.º puesto | 4.º puesto |
| ---------- | ------- | ---------- | ---------- | ---------- |
| Japón      | 7       | 3          | 2          |            |
| Kazajistán | 5       | 3          | 2          |            |
| Hong Kong  | 1       | 7          | 4          | 1          |
| China      | 1       | 1          |            | 1          |
| Singapur   |         |            | 1          | 4          |
| Tailandia  |         |            | 1          |            |
| Uzbekistán |         |            | 1          |            |